# Bursera glabrifolia
Bursera glabrifolia o zomplante, es una especie de árbol de la familia Burseraceae.

## Descripción
Es un árbol que alcanza un tamaño de 3 a 9 m de altura, con la corteza gris; tiene una resina espesa abundante, transparente y de olor agradable. Las hojas divididas en 9 a 11 foliolos, son opuestas, sin pelos y de color verde oscuro brillante en el anverso y verde amarillento al reverso. Sus flores son muy pequeñas y están agrupadas en racimos. Los frutos son rojos, están en racimos y nacen en el tronco.

## Distribución y hábitat
Se encuentra en México, América Central e Indias Occidentales; presente en climas cálidos y semicálidos entre los 550-650 m s. n. m., asociada a vegetación perturbada derivada de manglar y bosque tropical caducifolio, además de bosque espinoso.

## Propiedades
En Oaxaca, esta planta es usada como antigripal, contra calentura, reumas y en casos de debilidad. Se le atribuyen propiedades antiescabiáticas (V. sarna).

## Taxonomía
Bursera glabrifolia fue descrita por (Kunth) Engl. y publicado en Die Natürlichen Pflanzenfamilien 3(4): 251. 1896.
Etimología
Bursera: nombre genérico que fue nombrado en honor del botánico alemán Joachim Burser (1583-1649).
glabrifolia: epíteto latino que significa "con hojas glabras".
Sinonimia
- Bursera nelsonii Rose
- Bursera schiedeana Engl.
- Elaphrium aloexylon Schied. ex Schltdl.
- Elaphrium glabrifolium Kunth
- Elaphrium nelsonii (Rose) Rose
- Elaphrium schiedeanum (Engl.) Rose
- Terebinthus aloexylon (Schiede ex Schltdl.) W. Wight ex Rose
- Terebinthus nelsonii (Rose) Rose
- Terebinthus schiedeana (Engl.) Rose[5]